# Юйхуэй
Юйхуэ́й (кит. упр. 禹会, пиньинь Yǔhuì) — район городского подчинения городского округа Бэнбу провинции Аньхой (КНР).

## История
Когда в 1947 году был образован город Бэнбу, то в этих местах был создан Западный район (西区). В 1949 году он был ликвидирован, но в 1951 году был образован вновь под названием Западный городской район (西市区).
В 2004 году Западный городской район был переименован в Юйхуэй.

## Административное деление
Район делится на 5 уличных комитетов, 2 посёлка и 1 волость.